# 鈴木春奈
鈴木 春奈（すずき はるな、1997年4月9日 - ）は、日本の元フィギュアスケート選手（女子シングル）。神奈川県横浜市出身。血液型はA型。2011年ゴールデンスピン2位。

## 経歴
横浜創英中学校、日体荏原高等学校卒業。
2010-11シーズン、初出場となった全日本ジュニア選手権で4位に入り、全日本選手権では14位となった。
2011-12シーズンにはISUジュニアグランプリシリーズに参戦しJGPブリスベンで6位。2011年ゴールデンスピンではアデリナ・ソトニコワに次いで2位入賞、シニアの国際大会で初めて表彰台に立った。2度目の出場となった全日本選手権では自身最高位となる9位となった。2012年チャレンジカップでは9位となる。
2012-13シーズンは全日本ジュニア選手権で16位、翌年の2013-14シーズンの同選手権では27位と、共に全日本選手権への進出は果たせなかった。2014-15シーズン、3年ぶりの全日本選手権に出場し18位となる。
2015-16シーズン、第84回全日本フィギュアスケート選手権では21位に終わり、2016年1月の国民体育大会をもって競技から引退した。柔道整復師になるため専門学校に進学した。
2021-22シーズン、現役復帰を発表。その後、再度引退した。

## 主な戦績
| 大会/年          | 2010-11 | 2011-12 | 2012-13 | 2013-14 | 2014-15 | 2015-16 |
| ---------------- | ------- | ------- | ------- | ------- | ------- | ------- |
| 全日本選手権     | 14      | 9       |         |         | 18      | 21      |
| 全日本Jr.選手権  | 8       | 4       | 16      | 27      |         |         |
| JGPブリスベン    |         | 6       |         |         |         |         |
| ゴールデンスピン |         | 2       |         |         |         |         |
| チャレンジカップ |         | 9       |         |         |         |         |

### 詳細
| 2015-2016 シーズン    |                                              |          |          |           |
| 開催日                | 大会名                                       | SP       | FS       | 結果      |
| 2015年12月24日 - 27日 | 第84回全日本フィギュアスケート選手権（札幌） | 20 51.49 | 21 85.79 | 21 137.28 |

| 2014-2015 シーズン    |                                              |          |          |           |
| 開催日                | 大会名                                       | SP       | FS       | 結果      |
| 2014年12月25日 - 28日 | 第83回全日本フィギュアスケート選手権（長野） | 14 52.83 | 19 84.83 | 18 137.66 |

| 2013-2014 シーズン    |                                                        |          |    |      |
| 開催日                | 大会名                                                 | SP       | FS | 結果 |
| 2013年11月22日 - 24日 | 第82回全日本フィギュアスケートジュニア選手権（名古屋） | 27 39.47 | -  | -    |

| 2012-2013 シーズン    |                                                        |         |          |           |
| 開催日                | 大会名                                                 | SP      | FS       | 結果      |
| 2012年11月16日 - 18日 | 第81回全日本フィギュアスケートジュニア選手権（西東京） | 7 49.57 | 19 78.13 | 16 127.70 |

| 2011-2012 シーズン    |                                                          |         |          |          |
| 開催日                | 大会名                                                   | SP      | FS       | 結果     |
| 2012年3月8日 - 11日   | 2012年チャレンジカップ（ハーグ）                         | 7 46.44 | 9 81.80  | 9 128.24 |
| 2011年12月22日 - 25日 | 第80回全日本フィギュアスケート選手権（門真）             | 9 53.04 | 8 103.19 | 9 156.23 |
| 2011年12月8日 - 10日  | 2011年ゴールデンスピン（ザグレブ）                       | 1 52.96 | 2 95.34  | 2 148.30 |
| 2011年11月25日 - 27日 | 第80回全日本フィギュアスケートジュニア選手権（八戸）     | 2 53.22 | 5 97.70  | 4 150.92 |
| 2011年9月7日 - 10日   | 2011/2012 ISUジュニアグランプリ ブリスベン（ブリスベン） | 5 45.85 | 5 83.65  | 6 129.50 |

| 2010-2011 シーズン    |                                                            |          |          |           |
| 開催日                | 大会名                                                     | SP       | FS       | 結果      |
| 2010年12月23日 - 26日 | 第79回全日本フィギュアスケート選手権（長野）               | 13 46.62 | 14 88.79 | 14 135.41 |
| 2010年11月26日 - 28日 | 第79回全日本フィギュアスケートジュニア選手権（ひたちなか） | 6 46.76  | 8 87.92  | 8 134.68  |

## プログラム
| シーズン  | SP                                                                                     | FS                                                                           |
| --------- | -------------------------------------------------------------------------------------- | ---------------------------------------------------------------------------- |
| 2015-2016 | ハレルヤ ボーカル：k.d.ラング 振付：佐藤久美子                                         | ヴァイオリン協奏曲 作曲：メンデルスゾーン 振付：小林れい子                   |
| 2014-2015 | ムーン・リバー 作曲：ヘンリー・マンシーニ 振付：佐藤久美子                             | カルメン 作曲：ジョルジュ・ビゼー 振付：小林れい子                           |
| 2012-2013 | セレナード第11番 作曲：ヴォルフガング・アマデウス・モーツァルト 振付：佐藤有香         | 映画『巴里のアメリカ人』より 作曲：ジョージ・ガーシュウィン 振付：佐藤有香   |
| 2011-2012 | タンゴ音楽「オレ・グァッパ OLE GUAPA」 作曲：Arie Malando 振付：アンジェリカ・クリロワ | バレエ音楽『四季』より「秋」 作曲：アレクサンドル・グラズノフ 振付：佐藤有香 |
| 2010-2011 | アイ・ガット・リズム 作曲：ジョージ・ガーシュウィン                                    | シェヘラザード 作曲：リムスキー＝コルサコフ                                  |

## その他
1. 2002年10月21日にテレビ朝日系列で放送されたバラエティ番組「内村プロデュース」スピードスケートで勝利するをプロデュースに出演。